# Thomas Seebeck

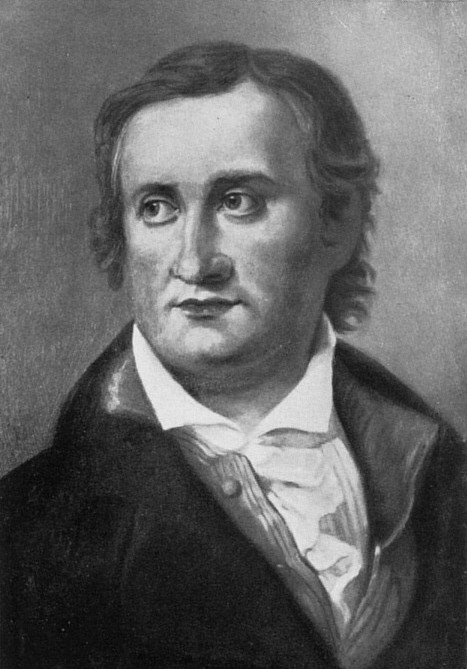
Thomas Seebeck

Thomas Johann Seebeck (Tallinn, 9 april 1770 – Berlijn, 10 december 1831) was een Baltisch-Duitse natuurkundige die in 1821 het naar hem genoemde seebeck-effect of thermo-elektrisch effect ontdekte.
Seebeck werd geboren in Reval, het tegenwoordige Tallinn in Estland, als zoon van een welvarende koopmansfamilie. Hij behaalde in 1802 een graad in de medicijnen aan de universiteit van Göttingen, maar besloot om daarna natuurkunde te gaan studeren. In 1821 ontdekte hij het thermo-elektrische effect waarbij een overgang tussen twee verschillende metalen een elektrische spanning produceert wanneer het aan een temperatuursverschil wordt blootgesteld. Dit effect wordt gebruikt in thermokoppels.